# Sonia Williams
Sonia Olivia Williams (sinh ngày 28 tháng 5 năm 1979 tại St. Johns)  là một nữ điền kinh chạy nước rút vận động viên người cạnh tranh quốc tế cho Antigua và Barbuda.
Williams đại diện cho Antigua và Barbuda tại Thế vận hội Mùa hè 2008 ở Bắc Kinh. Cô thi đấu ở chặng nước rút 100 mét và đứng thứ sáu trong sức nóng của mình mà không tiến vào vòng hai. Cô chạy quãng đường trong khoảng thời gian 12,04 giây.

## Cuộc thi quốc tế
| Năm                             | Giải đấu                        | Địa điểm                           | Thứ hạng                        | Nội dung                        | Chú thích                       |
| Representing Antigua và Barbuda | Representing Antigua và Barbuda | Representing Antigua và Barbuda    | Representing Antigua và Barbuda | Representing Antigua và Barbuda | Representing Antigua và Barbuda |
| ------------------------------- | ------------------------------- | ---------------------------------- | ------------------------------- | ------------------------------- | ------------------------------- |
| 1994                            | CARIFTA Games (U-17)            | Bridgetown, Barbados               | 8th                             | 200 m                           | 24.71                           |
| 1994                            | CAC Junior Championships (U-17) | Port of Spain, Trinidad and Tobago | 7th                             | 100 m                           | 11.9 (−0.4 m/s)                 |
| 1994                            | CAC Junior Championships (U-17) | Port of Spain, Trinidad and Tobago | 7th                             | 200 m                           | 25.5 (−2.3 m/s)                 |
| 1995                            | CARIFTA Games (U-17)            | George Town, Cayman Islands        | 1st                             | 100 m                           | 11.76 (0.2 m/s)                 |
| 1995                            | CARIFTA Games (U-17)            | George Town, Cayman Islands        | 1st                             | 200 m                           | 23.99 (0.2 m/s)                 |
| 1996                            | CARIFTA Games (U-20)            | Kingston, Jamaica                  | 4th                             | 100 m                           | 11.53 (0.9 m/s)                 |
| 1996                            | CARIFTA Games (U-20)            | Kingston, Jamaica                  | 4th                             | 200 m                           | 24.49 (−4.4 m/s)                |
| 1996                            | CAC Junior Championships (U-20) | San Salvador, El Salvador          | 1st                             | 100 m                           | 11.49 (0.7 m/s)                 |
| 1996                            | CAC Junior Championships (U-20) | San Salvador, El Salvador          | 1st                             | 200 m                           | 23.96 (0.6 m/s)                 |
| 1996                            | Olympic Games                   | Atlanta, United States             | —                               | 4 × 100 m relay                 | DSQ                             |
| 1996                            | Olympic Games                   | Atlanta, United States             | 6th (h)                         | 4 × 400 m relay                 | 3:44.98                         |
| 1996                            | World Junior Championships      | Sydney, Australia                  | 7th (sf)                        | 100m                            | 11.67                           |
| 1996                            | World Junior Championships      | Sydney, Australia                  | 25th (qf)                       | 200m                            | 24.87 (wind: -1.2 m/s)          |
| 1997                            | CARIFTA Games (U-20)            | Bridgetown, Barbados               | 3rd                             | 100 m                           | 11.83 (0.0 m/s)                 |
| 1998                            | CARIFTA Games (U-20)            | Port of Spain, Trinidad and Tobago | 5th                             | 100 m                           | 11.68                           |
| 1998                            | CARIFTA Games (U-20)            | Port of Spain, Trinidad and Tobago | 5th                             | 200 m                           | 24.08 w (2.4 m/s)               |
| 1998                            | CAC Junior Championships (U-20) | George Town, Cayman Islands        | 3rd                             | 100 m                           | 11.68 (0.7 m/s)                 |
| 1998                            | CAC Junior Championships (U-20) | George Town, Cayman Islands        | 2nd                             | 200 m                           | 23.86 (0.7 m/s)                 |
| 1998                            | World Junior Championships      | Annecy, Pháp                       | 7th (sf)                        | 100m                            | 11.70 (wind: +1.1 m/s)          |
| 1998                            | World Junior Championships      | Annecy, Pháp                       | 30th (qf)                       | 200m                            | 24.79 (wind: +0.7 m/s)          |
| 2006                            | Commonwealth Games              | Melbourne, Australia               | 8th (sf)                        | 100 m                           | 12.05 (1.4 m/s)                 |
| 2007                            | Pan American Games              | Rio de Janeiro, Brazil             | 6th (h)                         | 100 m                           | 11.89 w (2.1 m/s)               |
| 2008                            | Olympic Games                   | Bắc Kinh, PR China                 | 6th (h)                         | 100 m                           | 12.04 (−1.4 m/s)                |